# Pluja, vapor i velocitat. El gran ferrocarril de l'Oest
Pluja, vapor i velocitat. El gran ferrocarril de l'Oest és un és una pintura a l'oli del pintor britànic del segle XIX  J. M. W. Turner. El quadre es va exposar per primer cop a la Royal Academy el 1844, encara que possiblement fos pintat abans. Actualment forma part de la col·lecció de la  National Gallery, de Londres.
El  Great Western Railway (GWR) va ser una de les diverses companyies ferroviàries privades de Gran Bretanya, creada per desenvolupar el nou mitjà de transport. La ubicació del quadre és àmpliament reconeguda de ser el Maidenhead Railway Bridge, sobre el riu Tàmesi entre  Taplow i Maidenhead. La vista mira a l'est, cap a Londres. El pont va ser dissenyat per Isambard Kingdom Brunel i completat el 1838. Una petita llebre apareix en la part inferiordreta del quadre. Alguns creuen que és una referència als límits de la tecnologia. Altres pensen que l'animal corre per por a la nova maquinària i que Turner pretén insinuar com el perill de les noves tecnologies de l'home estan destruint els elements sublims inherents a la natura.